# Reallexikon der Byzantinistik
Das Reallexikon der Byzantinistik ist ein unvollendetes Nachschlagewerk zur Byzantinistik. Er erschien von 1968 bis 1976.
Das von Peter Wirth herausgegebene Reallexikon wurde beim Verlag Adolf M. Hakkert in Amsterdam verlegt. Angelegt war es als umfassendes Nachschlagewerk zum byzantinischen Reich vom Jahre 356 bis zur Eroberung Konstantinopels 1453. Es sollte am Ende des Projekts um die fünfzig Bände umfassen. Tatsächlich sind nur sechs Faszikel erschienen, mit denen der erste Band abgeschlossen werden konnte. Am Projekt beteiligte Wissenschaftler waren unter anderen Ottorino Bertolini, Walter Berschin, Veselin Beševliev. Werner Ohnsorge und Roberto Cessi.
Der Einstellung des Projekts lag vermutlich die zu breite thematische Ausrichtung zugrunde; spätere Lexikonprojekte zur Byzantinistik wie etwa das Oxford Dictionary of Byzantium wurden demnach deutlich kürzer konzipiert.